# Eric the Red (album)
Eric the Red er det andet studiealbum fra det færøske viking folkmetal band Týr. Det blev udgivet d. 27. juni 2003 af Tutl.
Albummet bliver sunget på tre forskellige sprog med færøsk og engelsk som de primære. Sangen "Ramund Hin Unge" bliver sunget på dansk med gøtudanskt dialekt.
Albummet blev genudgivet d. 24. marts 2006 af Napalm Records med et nyt cover og to yderligere numre, der oprindeligt blev udgivet på bandets demo fra 2000.
Det oprindelige cover har afbildet et maleri af Haukur L. Halldórsson ved navn The Ocean God. The re-release album features cover art by Jan Yrlund. "Ólavur Riddararós" blev også indspillet af det danske band Valravn på deres selvbetitlede debutalbum fra 2007.

## Spor
|     | Titel                | Musik                           | Tekst              | Noter                            | Længde |
| --- | -------------------- | ------------------------------- | ------------------ | -------------------------------- | ------ |
| 1.  | "The Edge"           | Heri Joensen                    | Heri Joensen       |                                  | 7:44   |
| 2.  | "Regin Smiður"       | Traditionel færøsk              | Traditionel færøsk | Arrangeret af Heri Joensen       | 6:08   |
| 3.  | "Dreams"             | Heri Joensen                    | Heri Joensen       |                                  | 5:32   |
| 4.  | "The Wild Rover"     | Traditionel irsk                | Traditionel irsk   | Arrangeret af Heri Joensen       | 4:12   |
| 5.  | "Stýrisvølurin"      | Heri Joensen Traditionel færøsk | Heri Joensen       |                                  | 6:57   |
| 6.  | "Ólavur Riddararós"  | Traditionel færøsk              | Traditionel færøsk | Arrangeret af Heri Joensen       | 4:36   |
| 7.  | "Rainbow Warrior"    | Heri Joensen                    | Heri Joensen       |                                  | 5:28   |
| 8.  | "Ramund Hin Unge"    | Traditionen dansk               | Traditionel dansk  | Arrangeret af Heri Joensen       | 4:31   |
| 9.  | "Alive"              | Heri Joensen                    | Heri Joensen       |                                  | 7:24   |
| 10. | "Eric the Red"       | Heri Joensen                    | Heri Joensen       |                                  | 7:42   |
| 11. | "God of War"         | Heri Joensen Jón Joensen        | Heri Joensen       | Bonusnummer på 2006 genudgivelse | 6:23   |
| 12. | "Hail to the Hammer" | Heri Joensen Pól Arni Holm      | Heri Joensen       | Bonusnummer på 2006 genudgivelse | 3:49   |

## Personel
- Heri Joensen – vokal, guitar
- Terji Skibenæs – guitar
- Gunnar H. Thomsen – bas
- Kári Streymoy – trommer